# Kleňany
Kleňany este o comună slovacă, aflată în districtul Veľký Krtíš din regiunea Banská Bystrica. Localitatea se află la altitudinea de 216 m deasupra n.m., se întinde pe o suprafață de 7,21 km2 și în 2017 număra 272 de locuitori.

## Istoric
Localitatea Kleňany este atestată documentar din 1235.

## Demografie
| An:                | 1994 | 2004    | 2014    | 2024   |
| ------------------ | ---- | ------- | ------- | ------ |
| Număr de persoane: | 403  | 328     | 276     | 262    |
| Diferență:         |      | −18,61% | −15,85% | −5,07% |

| An:                | 2023 | 2024   |
| ------------------ | ---- | ------ |
| Număr de persoane: | 269  | 262    |
| Diferență:         |      | −2,60% |